# Amerighi (cognome)
Amerighi è un cognome di lingua italiana.

## Varianti
Americi, Amerigo, Merici, Meriggi, Merighi, Merisi.

## Origine e diffusione
Cognome tipicamente settentrionale, è presente anche in Toscana.
Potrebbe derivare dal prenome Amerigo.
La variante Merighi è emiliana e romagnola.

## Persone
- Emanuele Merisi – nuotatore italiano
- Giuseppe Merisi – vescovo cattolico italiano
- Michelangelo Merisi – pittore italiano, meglio conosciuto con lo pseudonimo di Caravaggio